# Купљеник
Купљеник (словен. Kupljenik) насељено место у општини Блед покрајина Горењска. Општина припада регији Горењска.
Налази се на надморској висини 639,7 м. Приликом пописа становништва 2002. године насеље је имало 46 становника.
Месна црква посвећена је Светом Стефану датира из друге половине 16. века , касније барокизирана. Споља и унутра виде се трагови касноготичких фресака.